# Victor Hugo Santana Carvalho
Victor Hugo Santana Carvalho (São Paulo, 24 de març de 1998), més conegut com a Vitinho, és un futbolista professional brasiler que juga com a migcampista per l'AD São Caetano.

## Carrera de club
Vitinho va ingressar al planter del Palmeiras el 2011. El 28 d'abril de 2016 fou promocionat al primer equip, i va signar contracte fins al 2021.
Vitinho va debutar amb el primer equip – i a la Série A – el 21 de juny de 2016, entrant com a suplent de Cleiton Xavier en una victòria per 2–0 a casa contra l'América Mineiro. De tota manera, només va jugar un partit més amb l'equip aquell any, també com a suplent.
El 10 de juliol de 2017, després d'haver jugat poc, Vitinho fou cedit al FC Barcelona per un any, on va jugar al FC Barcelona B de la Segona Divisió; la cessió es va fer oficial l'endemà.

## Palmarès
Palmeiras
- Campionat brasiler de futbol: 2016, 2018